# Marcia Otacilia Severa
Marcia Otacilia Severa, född okänt år, död okänt år på 200-talet, var en romersk kejsarinna, gift med kejsar Filip Araben.
Severa var medlem av familjen Otacilia, med många senatorer och konsuler i släkten. Hon var dotter till Otacilius Severus, som varit guvernör i Macedonia och hennes bror Severianus var guvernör i Moesia 246–247. Hon gifte sig 234 med militären Filip Araben. 
År 244 mördades kejsar Gordianus III i Mesopotamien, ett mord hon möjligen var inblandad i, och efterträddes av hennes man. Hon fick titeln Augusta och hennes son utnämndes till tronarvinge. Paret anses ibland ha varit kristna på grund av att förföljelserna mot de kristna avstannade under deras tid vid makten; hon räddade Sankt Babylas från åtal. 
249 dog Filip i Verona och då nyheten nådde Rom tog Decius makten och Severas son dödades av vaktgardet och avled i hennes famn. Severa själv överlevde och levde resten av sitt liv obemärkt.   

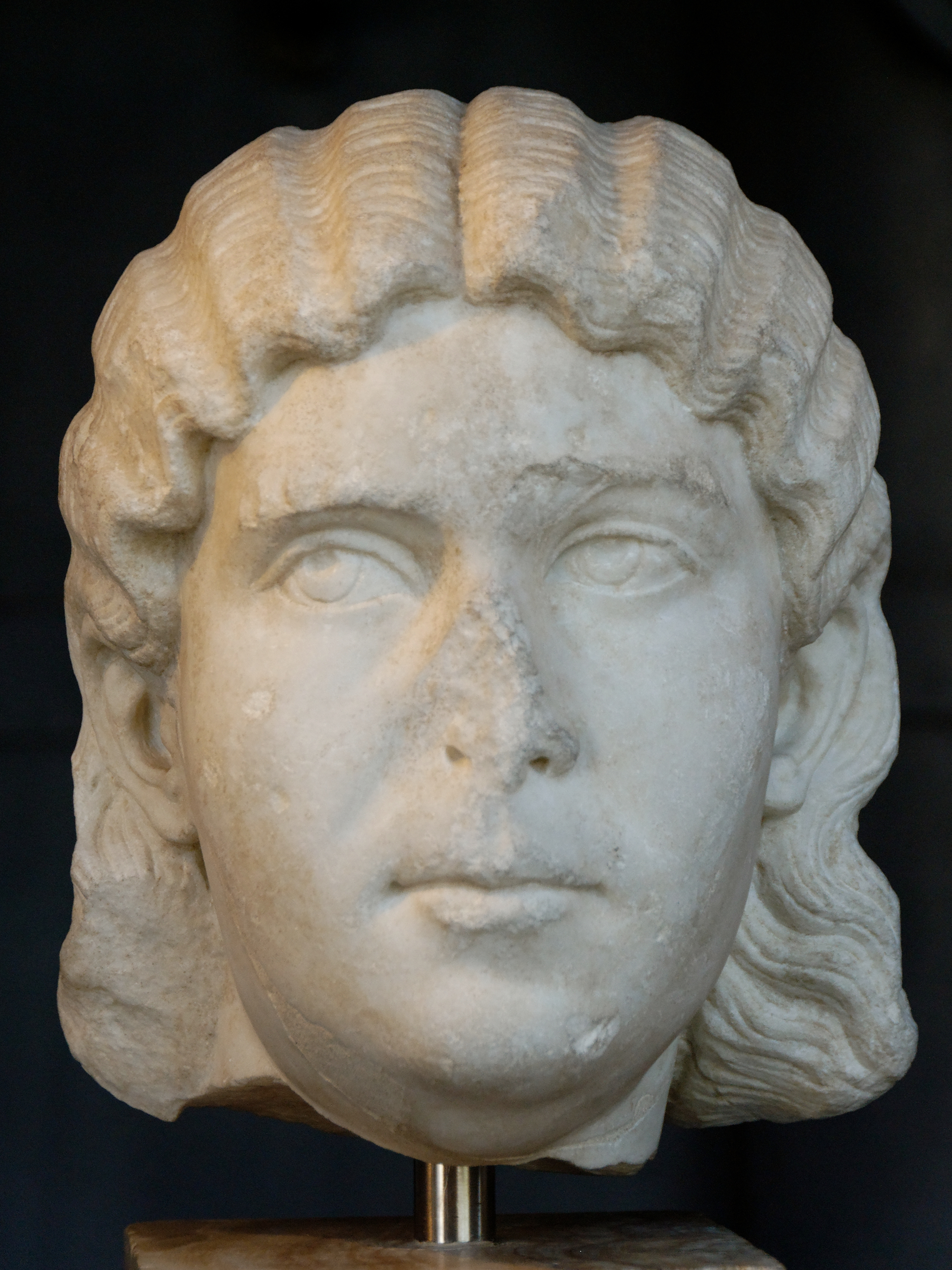
Otacilia Severa